# Evangelische Kirche (Niederurff)

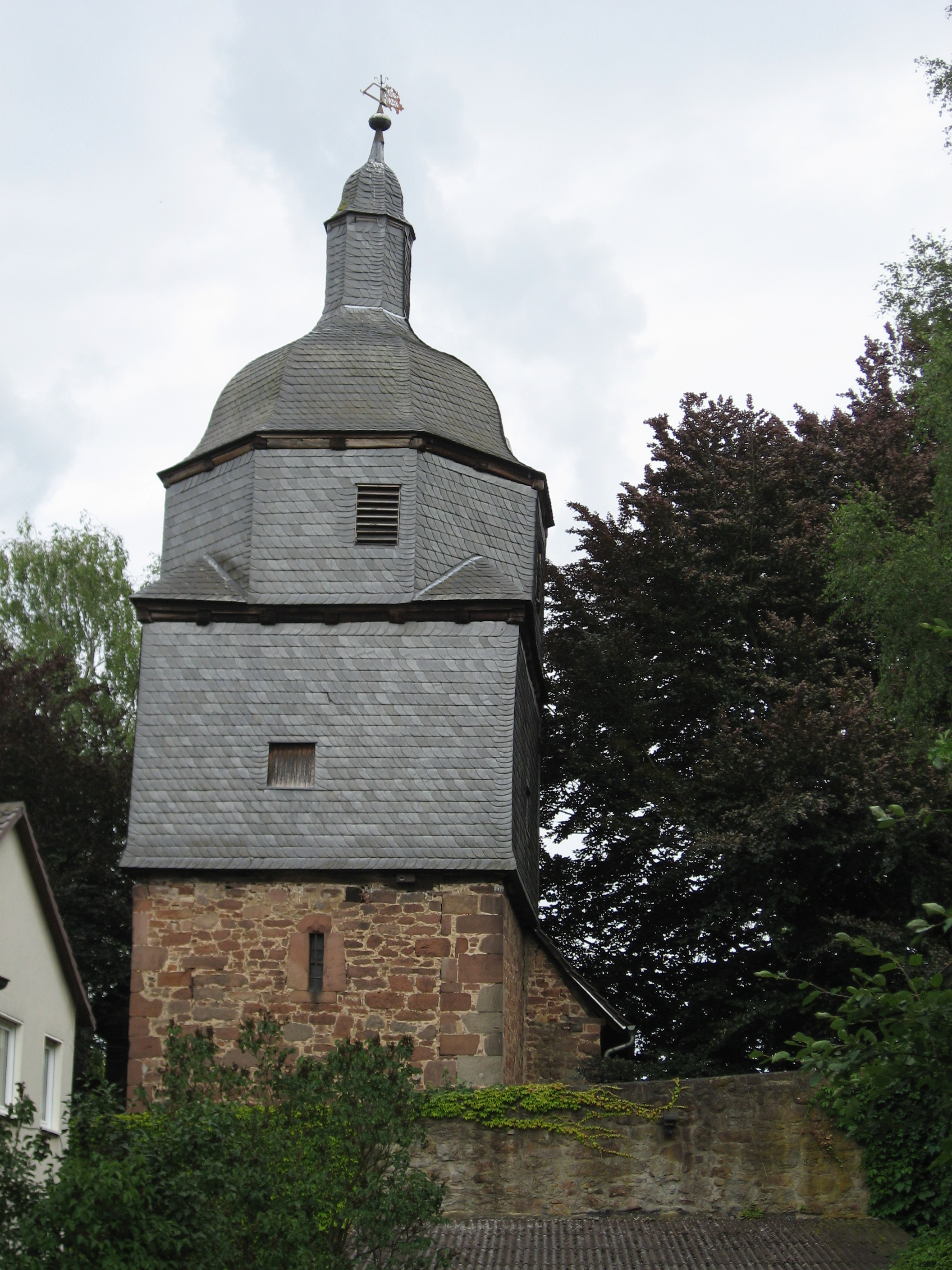
Evangelische Kirche (Niederurff)

Die evangelische Kirche Niederurff ist ein denkmalgeschütztes Kirchengebäude, das im Ortsteil Niederurff der Gemeinde Bad Zwesten im Schwalm-Eder-Kreis (Hessen) steht. Die Kirchengemeinde gehört zum Kirchenkreis Schwalm-Eder im Sprengel Marburg der Evangelischen Kirche von Kurhessen-Waldeck.

## Beschreibung
Die spätgotische Saalkirche wurde mit einem Kirchturm im Westen und einen dreiseitig geschlossenen Chor unter Verwendung von Teilen der romanischen Wehrkirche um 1500 errichtet. Das Erdgeschoss des Turms wurde 1797 mit einem quadratischen, verschieferten Geschoss aufgestockt, das einen achteckigen Aufsatz hat. Auf diesem sitzt eine glockenförmige Haube, wiederum bekrönt mit einer Laterne. Neben dem Portal im Norden steht eine Totenleuchte.
Die Emporen im Innenraum haben Baluster als Brüstungen. Ein Fenster zeigt das Wappen der Grafschaft Waldeck. An der Südseite befinden sich verwitterte Epitaphien aus dem 16. Jahrhundert.